# Roulado FC
Roulado Football Club – haitański klub piłkarski z siedzibą na wyspie Gonâve

## Osiągnięcia
- Mistrz Haiti(2) : 2002 Ouverture, 2003 Fermeture

w sezonach 2002, 2003 oraz 2004/05 organizowano w Haiti dwa turnieje mistrzowskie - Ouverture (turniej otwarcia) i Fermeture (turniej zamknięcia)